# ATP6AP1L
ATP6AP1L (англ. ATPase H+ transporting accessory protein 1 like) – білок, який кодується однойменним геном, розташованим у людей на 5-й хромосомі. Довжина поліпептидного ланцюга білка становить 224 амінокислот, а молекулярна маса — 25 310.
| 10         |  | 20         |  | 30         |  | 40         |  | 50         |
| ---------- |  | ---------- |  | ---------- |  | ---------- |  | ---------- |
| MRLWKARVLK |  | LVLKTAKDSR |  | LGLNSKWLSL |  | KLGDAGNPRS |  | LAIRFILTNY |
| NKLSIQSWFS |  | LRRVEIISNN |  | SIQAVFNPTG |  | VYAPSGYSYR |  | CQRVGSLQQD |
| QALLLPSDTD |  | DGSSLWEVTF |  | IDFQIQGFAI |  | KGGRFTKAQD |  | CASSFSPAFL |
| IGLAMSLILL |  | LVLAYALHML |  | IYLRYLDQQY |  | DLIASPAHFS |  | QLKARDTAEE |
| KELLRSQGAE |  | CYKLRSQQIS |  | KIYV       |  |            |  |            |

A: Аланін

C: Цистеїн

D: Аспарагінова кислота

E: Глутамінова кислота

F: Фенілаланін

G: Гліцин

H: Гістидин

I: Ізолейцин

K: Лізин

L: Лейцин

M: Метіонін

N: Аспарагін

P: Пролін

Q: Глутамін

R: Аргінін

S: Серин

T: Треонін

V: Валін

W: Триптофан

Локалізований у мембрані.